# Music Canada
La Music Canada è un'organizzazione no-profit fondata a Toronto il 9 aprile 1963 per rappresentare gli interessi delle compagnie che realizzano e producono musica in Canada. Inoltre, offre alcuni benefici a diverse etichette e distributori indipendenti canadesi.

## Storia
L'organizzazione nacque sotto il nome di Canadian Record Manufacturer's Association, cambiando nome in Canadian Recording Industry Association (CRIA) nel 1972. Nel 2011, l'organizzazione ha assunto il nuovo nome Music Canada.
La Music Canada è governata da un consiglio di amministrazione che vengono eletti annualmente dai membri associati. L'attuale presidente è Graham Henderson della Universal Music Canada, in carica dal 15 november 2004.
I membri sono suddivisi in due classi:
- Classe A, membri il cui business principale è la produzione, la fabbricazione o la commercializzazione di registrazioni sonore..[5]
- Classe B, membri il cui business principale è la produzione di registrazioni sonore.[5]
- Divisione di produzione, membri il cui business principale è la fabbricazione di registrazioni sonore.

## Record
- Uno dei primi singoli in formato fisico ad essere certificato secondo i livelli Oro = 5 000 e platino = 10 000 fu A Moment like This di Kelly Clarkson,[6] pubblicata il 17 settembre 2002.
- Uno dei primi singoli in formato digitale ad essere certificato secondo i livelli Oro = 20 000 e platino = 40 000 fu Paralyzer dei Finger Eleven,[7] pubblicata per il mercato digitale il 6 marzo 2007.
- Uno dei primi singoli in formato digitale ad essere certificato secondo i livelli Oro = 40 000 e platino = 80 000 fu OMG di Usher,[8] pubblicata per il mercato digitale il 30 marzo 2010.

## Livelli di certificazione

### Dischi d'oro e di platino
Album
| Certificazione | Pubblicati precedentemente al 1º maggio 2008 | Pubblicati posteriormente al 1º maggio 2008 |
| -------------- | -------------------------------------------- | ------------------------------------------- |
| Oro            | 50 000 copie                                 | 40 000 copie                                |
| Platino        | 100 000 copie                                | 80 000 copie                                |
| Diamante       | 1 000 000 copie                              | 800 000 copie                               |

Singoli in formato fisico
| Certificazioni | Pubblicati precedentemente al 1º febbraio 1982 | Pubblicati precedentemente al settembre 2002 | Pubblicati posteriormente al settembre 2002 |
| -------------- | ---------------------------------------------- | -------------------------------------------- | ------------------------------------------- |
| Oro            | 75 000 copie                                   | 50 000 copie                                 | 5 000 copie                                 |
| Platino        | 150 000 copie                                  | 100 000 copie                                | 10 000 copie                                |

Singoli scaricati digitalmente
| Certificazioni | Pubblicati precedentemente al 1º gennaio 2007 | Pubblicati precedentemente al marzo 2010 | Pubblicati posteriormente al 1º maggio 2010 |
| -------------- | --------------------------------------------- | ---------------------------------------- | ------------------------------------------- |
| Oro            | 10 000 copie                                  | 20 000 copie                             | 40 000 copie                                |
| Platino        | 20 000 copie                                  | 40 000 copie                             | 80 000 copie                                |

Suonerie
| Certificazioni | Per tutte le pubblicazioni in formato "suoneria" |
| -------------- | ------------------------------------------------ |
| Oro            | 20 000 copie                                     |
| Platino        | 40 000 copie                                     |

Videoclip
| Certificazione | Per tutte le pubblicazioni videografiche |
| -------------- | ---------------------------------------- |
| Oro            | 5 000 copie                              |
| Platino        | 10 000 copie                             |